# Digby Island
Digby Island ist eine Insel in der kanadischen Provinz British Columbia und liegt im North Coast Regional District. Sie liegt vor der Küste von Prince Rupert und ist mit der Stadt durch eine Fähre sowie dem Airport Shuttle Service verbunden. Auf der Insel befindet sich, neben der kleinen Gemeinde Dodge Cove auch der Prince Rupert Airport. Außerdem befindet sich auf der Insel, östlich des Flughafens, eine von zwei kanadischen NAVTEX-Seefunkstellen am Pazifik, die Navarea 12 – Station D (Prince Rupert).

## Geschichte
Es gibt eine Fülle von einheimischen Geschichten in diesem Gebiet und es wurden viele archäologische Untersuchungen im Laufe der Jahre durchgeführt. In der Bucht Dodge Cove befindet sich Kanagatsiyot, ein Dorf der Tsimshian, einer First-Nations-Naturvölkergruppe in Kanada und Nordamerika mit einer Tradition von einigen Tausend Jahren.

## Der Name der Insel
Die Insel wurde 1867 nach Henry Almarus Digby, einem 2. Leutnant der Royal Navy auf der HMS Malacca, benannt. 1912 wurde hier eine Marine-Station und eine Residenz mit Personal-Viertel, Bürogebäude und verschiedenen Geschäften errichtet. Diese Gebäude existieren noch heute und sind privates Eigentum.

## Besiedlung in der Neuzeit
Die erste neuzeitliche Besiedlung der Insel fand durch norwegische Fischer Anfang des 20. Jahrhunderts statt. Sie nannten ihr Dorf „Norwegian Village“.

## Wirtschaftliche Entwicklung
1912 wurde auf der Insel ein heute nur noch in Ruinen vorhandenes Krankenhaus erbaut. Nach dem Bootsbau, der hier von 1919 bis 1981 Arbeitsplätze schuf, war nach 1938 der Anbau von Erdbeeren ein zusätzlicher Wirtschaftsfaktor neben der Fischerei. Der kanadische Fernsehsender CBC/Radio-Canada hat hier 1943 auf dem „CBC-Hill“ eine Verstärker-Station errichtet. In den frühen sechziger Jahren hatte die kanadische Regierung den Bau des Prince Rupert Airport beschlossen. Der Flughafen wurde 1961 eröffnet.

## Zukunftspläne
Es gibt Pläne für den Bau einer massiven Brücke zwischen Digby Island und Prince Rupert. Ob diese Brücke allerdings jemals gebaut wird, ist fraglich.